# Julio Vincente Uriburu
Julio Vincente Uriburu (1870 - 1942) fue un médico dermatólogo y experto micólogo argentino. Su padre Vicente Uriburu Arias, llega al país desde la provincia de Guipúzcoa, España, también fue cirujano y participó en la expedición al "desierto", en 1879. Su hijo Julio Vicente fue también un médico y profesor.
Recibido de doctor en Medicina de la Universidad de Buenos Aires en 1894, se perfecciona en París con el maestro Raymond Sabouraud (1864-1938). Fue jefe del Servicio de Dermatología de la Asistencia Pública de Buenos Aires y de la Casa de Expósitos, hoy Hospital de Pediatría Pedro Elizalde.
Este especialista formó parte del grupo inicial de médicos dedicados a la Dermatología que fundaron la "Asociación Argentina de Dermatología", en 1907, con Pedro Baliña, Baldomero Sommer, Maximiliano Aberastury, Nicolás V. Greco
y Pacífico Díaz.
- La abreviatura «Uriburu» se emplea para indicar a Julio Vincente Uriburu como autoridad en la descripción y clasificación científica de los vegetales.[1]